# Rinaldo Capello
Rinaldo "Dindo" Capello (født 17. juni 1964 i Asti, Italien) er en italiensk langdistance racerkører. Capello er bedst kendt som vinder af 3 udgaver af 24-timers racerløbet i Le Mans, alle 3 sammen med den danske racerkører Tom Kristensen.

## Resultater over 24 timers løbet i Le Mans
| År   | Hold                               | Co-Drivers                         | Bil                     | Klasse | Omgange | Pos.    | Klass Pos. |
| ---- | ---------------------------------- | ---------------------------------- | ----------------------- | ------ | ------- | ------- | ---------- |
| 1998 | Gulf Team Davidoff GTC Competition | Thomas Bscher Emanuele Pirro       | McLaren F1 GTR          | GT1    | 228     | Udgået. | Udgået.    |
| 1999 | Audi Sport Team Joest              | Michele Alboreto Laurent Aïello    | Audi R8R                | LMP    | 346     | 4.      | 3.         |
| 2000 | Audi Sport Team Joest              | Christian Abt Michele Alboreto     | Audi R8                 | LMP900 | 365     | 3.      | 3.         |
| 2001 | Audi Sport North America           | Laurent Aïello Christian Pescatori | Audi R8                 | LMP900 | 320     | 2.      | 2.         |
| 2002 | Audi Sport North America           | Johnny Herbert Christian Pescatori | Audi R8                 | LMP900 | 374     | 2.      | 2.         |
| 2003 | Team Bentley                       | Tom Kristensen Guy Smith           | Bentley Speed 8         | LMGTP  | 377     | 1.      | 1.         |
| 2004 | Audi Sport Japan Team Goh          | Seiji Ara Tom Kristensen           | Audi R8                 | LMP1   | 379     | 1.      | 1.         |
| 2006 | Audi Sport Team Joest              | Tom Kristensen Allan McNish        | Audi R10 TDI            | LMP1   | 367     | 3.      | 3.         |
| 2007 | Audi Sport North America           | Tom Kristensen Allan McNish        | Audi R10 TDI            | LMP1   | 262     | Udgået. | Udgået.    |
| 2008 | Audi Sport North America           | Tom Kristensen Allan McNish        | Audi R10 TDI            | LMP1   | 381     | 1.      | 1.         |
| 2009 | Audi Sport Team Joest              | Tom Kristensen Allan McNish        | Audi R15 TDI            | LMP1   | 376     | 3.      | 3.         |
| 2010 | Audi Sport Team Joest              | Tom Kristensen Allan McNish        | Audi R10 TDI Plus       | LMP1   | 394     | 3.      | 3.         |
| 2011 | Audi Sport North America           | Tom Kristensen Allan McNish        | Audi R18 TDI            | LMP1   | 14      | Udgået. | Udgået.    |
| 2012 | Audi Sport Team Joest              | Allan McNish Tom Kristensen        | Audi R18 e-tron quattro | LMP1   | 377     | 2.      | 2.         |